# 清楽寺
興国山　清楽寺（せいらくじ）は、岐阜県恵那市岩村町にある曹洞宗の寺院。恵那三十三観音霊場十二番。

## 歴史
鎌倉幕府創設の功により遠山荘を賜った加藤景廉の兄、加藤景廣が庵を結んだことをその端緒とする。
その後正安元年(1299年)8月に官仲良職により臨済宗の寺として開山したと伝わるが、正確な開創の年次は不詳である。
当初の山号は滝井山であり、岩村城の城山東南麓の不老滝を臨む地点にあった。
建武2年（1335年）遠山荘の地頭遠山三郎が開基した臨済宗大圓寺の属末となる。
その後、慶安年間(1648年～1652年)に、当時、岩村藩主であった一色丹羽氏の菩提寺である妙仙寺九世の斧峯牛鈯により中興されて曹洞宗に改宗された。
その後、一色丹羽氏は岩村藩から、越後高柳藩へ移封となり、さらに播磨三草藩に移封となった。
そのため妙仙寺も岩村を去り、越後高柳を経て播磨三草へ移ったため、清楽寺は兵庫県加東市東山国にある妙仙寺の末寺となっている。
寛政9年（1797年）、寺号を興国山に改めた。
もとは上町坂下にあったが文政11年（1828年）と明治15年（1882年）に山崩れに遭い諸堂を失ったため、明治19年（1886年）に殿町へ移転し、さらに昭和16年（1941年）に現在地へ移った。
岩村上町の寺跡には、斧峯牛鈯の墓が残っている。

## 寺宝
- 十一面観音(本尊)
- 聖徳太子立像
- 十六善神画幅
- 道元禅師書幅